# 14 Herculis c
14 Herculis c è un pianeta extrasolare in orbita attorno alla stella 14 Herculis. È sicuramente un gigante gassoso, scoperto nel 2006.
Al contrario del primo pianeta scoperto attorno a 14 Herculis (14 Herculis b) 14 Herculis c è stato confermato solo dopo diversi anni da quando fu proposto nel 2006. Anch'esso, come il pianeta b, è pianeta supergioviano con un'alta eccentricità orbitale, misurata nel 2021 in 0,64, maggiore anche di quella pianeta più interno. Il suo semiasse maggiore, stimato solo con un alto margine d'errore, è di 144+138
−58 au; ciò comporta che se il suo semiasse maggiore fosse di 27,UA, l'eccentricità della sua orbita lo porta a una distanza dalla stella da 9,9 UA quando si trova al periastro a 45 UA quando transita per l'apoastro.
Osservazioni effettuate nel 2024 con la fotocamera in infrarosso NIRCam del telescopio Webb ne hanno evidenziato processi atmosferici di rimescolamento dell'anidride carbonica e di monossido di carbonio, reazioni chiamate chimica del disequilibrio del carbonio che avvengono tipicamente a basse temperature riscontrabili usualmente nelle nane brune. La temperatura media stimata di Herculis c è di circa -3°C.